# Selma (Film)
Selma ist ein amerikanisches Geschichtsdrama von Ava DuVernay aus dem Jahr 2014. Der Film behandelt einen der Höhepunkte der US-amerikanischen Bürgerrechtsbewegung, die Selma-nach-Montgomery-Märsche aus dem Jahr 1965, die zur uneingeschränkten Durchsetzung des Wahlrechts auch für die schwarze Bevölkerung in den US-Südstaaten im Voting Rights Act führten. Die Premiere des Films fand am 11. November 2014 im Rahmen des AFI Festivals statt. Ab dem 19. Februar 2015 war der Film in den deutschen Kinos zu sehen.
Der Film wurde für vier Golden Globe Awards und zwei Oscars nominiert, darunter jeweils auch für den besten Film. Gewinnen konnte er hierbei jeweils die Auszeichnung für den besten Filmsong.

## Handlung
Der Film beginnt mit der Verleihung des Friedensnobelpreises 1964 an Martin Luther King. Anschließend wird das Attentat auf die 16th Street Baptist Church der Baptisten-Gemeinde in Birmingham in Alabama am 15. September 1963, bei dem vier schwarze Mädchen ums Leben kommen, gezeigt.
Nach seiner Rückkehr reist King in Begleitung von anderen führenden Vertretern der SCLC in die Stadt Selma in Alabama. Hier kämpft das Student Nonviolent Coordinating Committee (SNCC), eine Organisation von Schülern und Studenten, für die Wählerregistrierung von Schwarzen, die trotz des Civil Rights Act of 1964 vielen Schwarzen in den Südstaaten verweigert wird. In Selma bekämpft Sheriff Jim Clark mit aller Härte diejenigen, die sich für dieses Recht einsetzen. Die SNCC-Vertreter sind allerdings in der Frage der Unterstützung von King gespalten. Es kommt zu einer ersten Demonstration vor dem Gerichtsgebäude, in dem die Wählerregistrierung stattfindet. Nach deren gewaltsamer Auflösung wird der junge Demonstrant Jimmy Lee Jackson in einem Lokal von einem Polizisten erschossen.
Ein erster Protestmarsch von Selma aus in die Hauptstadt Alabamas Montgomery, an dem King nicht teilnimmt, wird von der örtlichen Polizei gleich nach Verlassen der Stadt an der Edmund Pettus Bridge gewaltsam niedergeknüppelt. Durch die Übertragung im Fernsehen wird eine breite Öffentlichkeit auf die Demonstration aufmerksam. Auch der zweite Marsch, zu dem vor allem Kirchenvertreter, darunter viele Weiße, anreisen, endet an der Brücke. Obwohl die Sicherheitskräfte zur Seite gehen, entscheidet sich King nach einem Gebet, umzukehren, um ein evtl. weiteres Blutvergießen zu vermeiden. Am Abend wird der weiße Pastor James Reeb auf der Straße erschlagen.
Martin Luther King versucht vergebens, seinen Einfluss bei Präsident Lyndon B. Johnson geltend zu machen. Als behauptet wird, Martin Luther King wäre seiner Frau, Coretta Scott King, untreu gewesen, gerät er auch privat unter Druck. Aufgrund der enormen medialen Aufmerksamkeit wird der dritte Marsch nach Montgomery von der Nationalgarde eskortiert und die Bürgerrechtler gelangen bis zur Hauptstadt. Nach weiteren Protesten im gesamten Land lenkt der Präsident ein und der Kongress verabschiedet den Voting Rights Act, der bei US-Wahlen gleiche Rechte für Afroamerikaner gewährleisten soll.

## Hintergrund
Der Film wurde von Celador Films unter Leitung von Christian Colson entwickelt und produziert; Ko-Produzenten waren Harpo Films, eine Produktionsfirma von Oprah Winfrey, Plan B Entertainment, eine Produktionsfirma von Brad Pitt, und Paramount Pictures.
Ava DuVernay ist die erste schwarze Regisseurin, die für einen Golden Globe nominiert wurde.
Die Titelmusik zu Selma stammt von John Legend und Common, die dafür einen Golden Globe für den besten Originalsong erhielten, sowie einen Oscar für den besten Filmsong.

## Synchronsprecher
Die Synchronsprecher für die deutsche Fassung:
| - Martin Luther King: Ingo Hülsmann - Lyndon B. Johnson: Lutz Riedel - George Wallace: Udo Schenk - Coretta Scott King: Katrin Zimmermann - James Bevel: Milton Welsh - Andrew Young: Dennis Schmidt-Foß - Fred Gray: Dietmar Wunder - Annie Lee Cooper: Harriet Kracht - Frank Minis Johnson: Wolfgang Condrus - Lee C. White: Gerrit Schmidt-Foß - Sheriff Jim Clark: Peter Reinhardt - J. Edgar Hoover: Till Hagen - John Lewis: Ricardo Richter - James Forman: Jaron Löwenberg - Bayard Rustin: Charles Rettinghaus - Ralph Abernathy: Oliver Stritzel - James Orange: Matti Klemm | - Diane Nash: Laura Landauer - Gunnar Jahn: Axel Lutter - Registrar: Matthias Klages - Rev. C. T. Vivian: Asad Schwarz - Hosea Williams: Leon Boden - Roy Reed: Tobias Nath - Jimmie Lee Jackson: Florian Hoffmann - Cager Lee: Hasso Zorn - Viola Lee Jackson: Katharina Spiering - Malcolm X: Michael Deffert - Col. Al Lingo: Bodo Wolf - Major Cloud: Andreas Müller - James Reeb: Rainer Fritzsche - John Doar: Frank Schaff - Richie Jean Jackson: Heide Domanowski - Staatsanwalt: Tobias Lelle |

## Rezeption

### Kritik
Choleda Jasdany bei metropolitan-circus schreibt zu diesem Film:

„Die Lehren der Regisseurin Ava DuVernay sind von großem Wert. Die Zutaten sind richtig und gut: Eine Hauptfigur, die nicht zum Heiligen gemacht wird, sondern auch Schwächen besitzt. Eine Bewegung, in der es reale Auseinandersetzungen um Strategien gibt. Und nicht zuletzt die Gewalt der Bilder.“

Ähnlich positive Wertung kommt von kino.de:

„Mitreißendes Historiendrama um den bedeutsamen Protestmarsch Martin Luther Kings […], doch die große darstellerische Offenbarung ist Hauptdarsteller David Oyelowo. Er vermittelt sowohl das elektrisierende Charisma als auch die nagenden Selbstzweifel der facettenreichen Figur.“

epd-film.de lobt auch die Schauspielerriege:

„Ein grandioses Ensemble von afroamerikanischen und afrobritischen Schauspielern, neben Oyelowo und Ejogo auch der immer verlässliche Wendell Pierce sowie die Entdeckungen André Holland, Colman Domingo, Stephan James, Keith Stanfield und der Rapper Common, der auch an dem Titelsong beteiligt ist, trägt maßgeblich dazu bei, dass SELMA tatsächlich sehr viel mehr ist als bebilderte Geschichte.“

### Auszeichnungen und Nominierungen
Oscarverleihung 2015

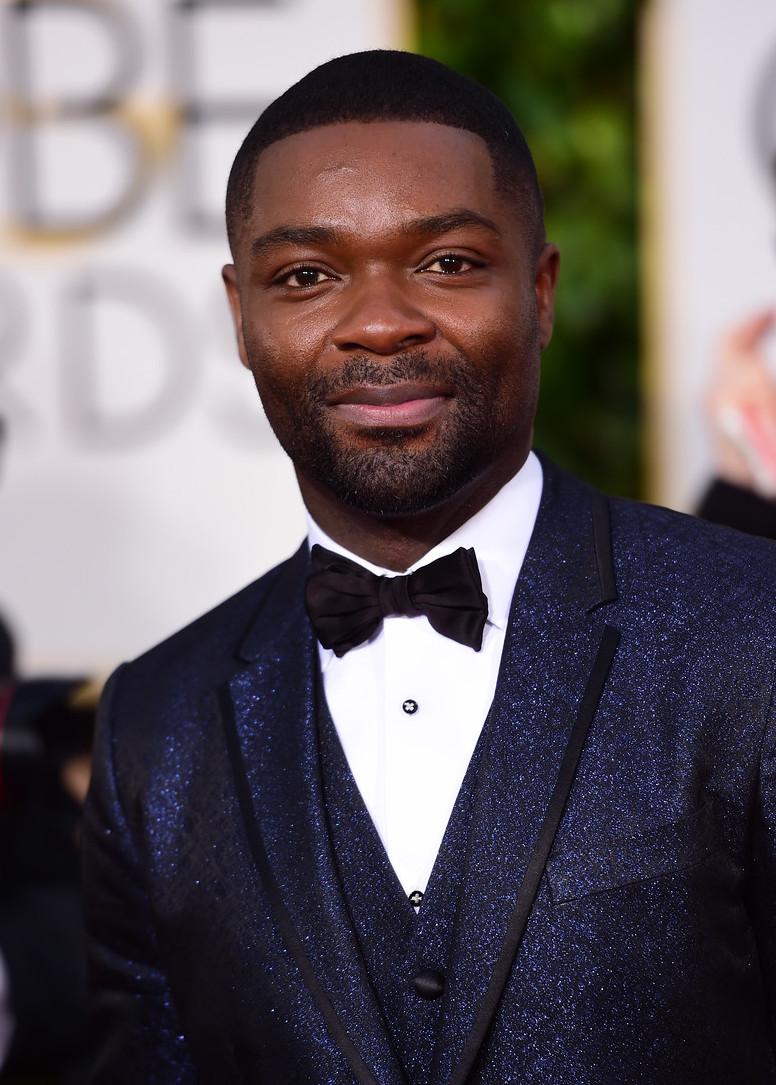
David Oyelowo bei der Verleihung der Golden Globe Awards 2015

- Auszeichnung in der Kategorie Bester Song für „Glory“
- Nominierung in der Kategorie Bester Film

Golden Globe Awards 2015
- Auszeichnung in der Kategorie Bester Filmsong für „Glory“
- Nominierung in der Kategorie Bester Film – Drama
- Nominierung in der Kategorie Bester Hauptdarsteller – Drama für David Oyelowo
- Nominierung in der Kategorie Beste Regie für Ava DuVernay